# Ligne 25 du tramway de Bruxelles (1901-1976)
Pour les articles homonymes, voir Ligne 25.
Ne doit pas être confondu avec Ligne 25 du tramway de Bruxelles.
La ligne 25 est une ancienne ligne du tramway de Bruxelles qui a fonctionné jusqu'en 1976.

## Histoire
Le 9 janvier 1968 à l'occasion de la quatrième phase de restructuration du réseau de tramway bruxellois, la ligne 35 Bruxelles Porte de Namur - Auderghem Transvaal n'est plus exploitée en soirée et le dimanche, à ces occasions, la ligne 25 est alors prolongée jusqu'au Transvaal pour la remplacer,.